# Кемля
Ке́мля — село, районный центр Ичалковского района Республики Мордовия.
Население — 4358 чел. (2021).

## Этимология
«Кемля» — название-гидроним: село стоит на речке Кемлятка — притоке Алатыря; слово кемля в переводе с мордовского означает «комель».

## География
Расположен в 57 км (по прямой) и 64 км (по автодороге) к северу от города Саранска, при впадении реки Кемлятка в реку Алатырь (принадлежит бассейну Волги). С юго-восточной стороны к Кемле примыкает село Ичалки.
Средняя температура января — −11,7 °C, июля — +19,3 °C.

## История
Согласно известному «Списку населённых мест Нижегородской губернии» (1863) Кемля — село владельческое из 211 дворов Лукояновского уезда, а из переписи мордвы Алатырского уезда (от 1671 года) в селе имелось 58 тягловых дворов, государственные подати платили совместно с ташкинской мордвой:
«по их Кемнинской мордвы челобитью велено им платить всякие денежные доходы с своими доходами вместе с тягла Ташкинской мордвы».
Профессор Саранского университета А. А. Гераклитов сообщает, что «по X ревизии в Кемле значится мордовско-эрзянское население…»
В 1714 году Кемля (и село Николаевское тоже) принадлежало Л. А. Милославскому и было населено русскими крестьянами.

## Население
| \| 1959[2] \| 1970[3] \| 1979[4] \| 1989[5] \| 2002[6] \| 2010[6] \| 2012[7] \| \| ------- \| ------- \| -------- \| -------- \| -------- \| -------- \| -------- \| \| 3330 \| ↗4304 \| ↗4680 \| ↗4953 \| ↘4872 \| ↘4826 \| ↘4785 \| \| 2013[8] \| 2014[9] \| 2015[10] \| 2016[11] \| 2017[12] \| 2018[13] \| 2019[14] \| \| ↗4790 \| ↗4849 \| ↘4600 \| ↘4585 \| ↘4571 \| ↘4500 \| ↘4434 \| \| 2021[1] \| \| \| \| \| \| \| \| ↘4358 \| \| \| \| \| \| \| 1000 2000 3000 4000 5000 2002 2015 2021 |       |       |       |       |       |       |
| 1959 | 1970  | 1979  | 1989  | 2002  | 2010  | 2012  |
| 3330 | ↗4304 | ↗4680 | ↗4953 | ↘4872 | ↘4826 | ↘4785 |
| 2013 | 2014  | 2015  | 2016  | 2017  | 2018  | 2019  |
| ↗4790 | ↗4849 | ↘4600 | ↘4585 | ↘4571 | ↘4500 | ↘4434 |
| 2021 |       |       |       |       |       |       |
| ↘4358 |       |       |       |       |       |       |

## Уличная сеть
Почтовый индекс посёлка Кемля — 431640
- 30 лет Победы ул
- 50 лет Октября ул
- 50 лет Победы ул
- Больничный пер
- Ванина ул
- Гагарина ул
- Горького ул
- Заводская ул
- Зелёная ул
- Колхозная ул
- Колхозный пер
- Комарова ул
- Коммуны ул
- Комсомольская ул
- Комсомольский пер
- Кооперативный пер
- Ленинская ул
- Ленинский 1-й пер
- Ленинский 2-й пер
- Ленинский 3-й пер
- Лермонтова ул
- Ломоносова ул
- Д. Д. Мартынова ул
- Мебельная фабрика пл
- Мира ул
- Мичурина ул
- Молодёжная ул
- Набережная ул
- Новая ул
- Новая Линия ул
- Новоселов ул
- Октябрьская ул
- Первомайская ул
- Победы ул
- Полевая ул
- Привокзальная ул
- Пролетарская ул
- Пушкина ул
- Рабочая ул
- Революционная ул
- Романова ул
- Советская пл
- Советская ул
- Советский 1-й пер
- Советский 2-й пер
- Совхоз-техникум кв-л
- Совхозная ул
- Спиртзаводская ул
- Спортивный пер
- Строительный пер
- Терешковой ул
- Тимирязева ул
- Толстого ул
- Торбина ул
- Тягушева ул
- Фрунзе ул
- Юбилейная ул
- ул. Дружбы
- ул. Строителей
- ул. П. Н. Абаимовой

## Экономика
- Кемлянский спиртовой завод
- металлообработка.
- Мясокомбинат «Оброченский» — в 2006 году крупнейший производитель колбасных изделий в Мордовии, лауреат премии «Золотой орёл» французской ассоциации «Мир без границ», присуждённой «за успешное развитие производства в трудных экономических условиях».
- Сыродельный комбинат «Ичалковский» (с. Ичалки).
- Хлебозавод.

## Транспорт
Железнодорожная станция на Горьковской железной дороги на линии Красный Узел — Арзамас II. Код станции — 24672. В 2006 году через станцию проходит шесть пассажирских поездов, отправляющихся из Санкт-Петербурга, Кирова, Нижнего Новгорода, Воркуты. Прямого сообщения с Москвой нет.
Через посёлок проходит областная автодорога.

## Культура и образование
- ФГОУ СПО «Кемлянский аграрный колледж»
- ФГОУ СПО «Педагогический колледж имени С. М. Кирова» (с. Рождествено)
- Средняя школа (МБОУ «Кемлянская средняя общеобразовательная школа»)
- Библиотека
- Музей

## Туризм
В 12 километрах от п. Кемля находится п. Смольный, от которого начинается крупнейший в Мордовии и Приволжском федеральном округе национальный парк «Смольный», куда организованы туристические маршруты. Кроме этого на территории НП «Смольный» находятся два детских оздоровительных лагеря «Вастома» и «Орлёнок» (работают в летнее время). Также расположен санаторий «Алатырь». Вокруг санатория — сосновый лес. Никакого промышленного производства в округе нет. Рядом с санаторием — река Алатырь. В п. Смольный Ичалковского района РМ также находятся теннисные корты и зона отдыха.

## Спорт
7 сентября 2003 года в Кемле состоялся 4-й легкоатлетический пробег, посвящённый памяти трагически погибшего в автомобильной аварии вице-спикера Государственного Собрания Республики Мордовия Александра Бурканова, в котором приняло участие около 400 легкоатлетов.